# Dansko
Dansko är en amerikansk tillverkare av herr- och damskor. Företaget grundades 1990 och är beläget i West Grove, Pennsylvania.